# Llengua biloxi
El biloxi és una llengua siouan extingida que havia estat parlada antigament pels biloxis que vivien als estats actuals de Mississipi, Louisiana, i sud-est de Texas. El biloxi és un llengua sioux de la vall de l'Ohio o del sud-est relacionada amb l'ofo i el tutelo.

## Història

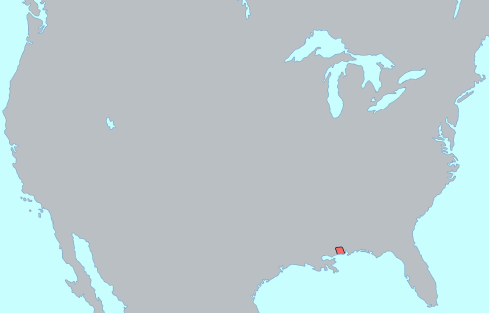
Territori del biloxi

Els biloxis van trobar per primer cop amb els europeus en 1699 al llarg del riu Pascagoula. A mitjans del segle xviii s'havien assentat al centre de Louisiana. També es trobaren alguns a Texas a començaments del segle xix. A començament del segle xix el seu nombre era en declivi. Pel 1934 el seu darrer parlant nadiu, Emma Jackson, va morir en la dècada del 1980. Morris Swadesh i Mary Haas parlaren amb Emma Jackson en 1934 i confirmaren llur estatus com a parlant de la llengua.

## Fonologia
S'han suggerit múltiples inventaris possibles; aquest article segueix els d'(Einaudi, 1976).

### Vocals
Juntament amb la nasalització contrastiva, el biloxi també té longitud de la vocal fonèmica.
|          | Anterior | Central | Posterior |
| -------- | -------- | ------- | --------- |
| Tancada  | i į      |         | u         |
| Mitjana¹ | e        | (ə)²    | o ǫ       |
| Oberta   |          | a ą     |           |

Notes fonètiques:
1. Això podria ser oberta-mitjana o tancada-mitjana.
2. El biloxi podria haver tingut un schwa fonètica, però ni (Dorsey-Swanton, 1912) ni (Haas, 1968) són consistents en marcar-ho.

Dorsey i Swanton (1912) van postular longitud de la vocal fonèmica. Això va ser verificat per Haas i Swadesh en parlar amb Emma Jackson en 1934, les seves troballes apareixen a Haas (1968).
A més, encara pot haver-hi certa incertesa sobre si certes paraules contenen /ą/ o /an/.
| Fonema | Paraula | Glossa                   | Fonema | Paraula | Glossa      |
| ------ | ------- | ------------------------ | ------ | ------- | ----------- |
| /i/    | ide     | 'cau'                    | /į/    | įde     | 'fems'      |
| /u/    | ku      | 'ell dona'               | /e/    | ane     | 'poll'      |
| /o/    | dohi    | 'quelcom fregat o tacat' | /ǫ/    | dǫhi    | 'ell veu'   |
| /a/    | da      | 'ell cull'               | /ą/    | dą      | 'ell agafa' |

### Consonants
|            | Bilabial | Alveolar | Postalveolar | Velar | Glotal |
| ---------- | -------- | -------- | ------------ | ----- | ------ |
| Oclusiva   | p b¹     | t d      | c ([tʃ])     | k     |        |
| Fricativa  | f ([ɸ])¹ | s        | š ([ʃ])¹     | x     | h      |
| Nasal      | m        | n        |              |       |        |
| Aproximant | w        | y        |              |       |        |

Notes fonètiques:
1. Estatus marginal

El biloxi també pot haver tingut una distinció aspiració del fonema per a alguns segments.
| Fonema | Paraula | Glossa         | Fonema | Paraula | Glossa              | Fonema | Paraula | Glossa |
| ------ | ------- | -------------- | ------ | ------- | ------------------- | ------ | ------- | ------ |
| /p/    | pa      | 'cap'          | /m/    | ma      | 'terreny'           | /w/    | wa      | 'molt' |
| /t/    | ti      | 'casa'         | /c/    | ci      | 'Es fiquen al llit' | /s/    | si      | 'groc' |
| /k/    | ką      | 'quan'         | /x/    | xą      | 'on'                | /h/    | hą      | 'i'    |
| /d/    | de      | 'se'n va anar' | /n/    | ne      | 's'atura'           | /y/    | yahe    | 'això' |

| Fonema | Exemples                        |
| ------ | ------------------------------- |
| /b/    |                                 |
| /f/    |                                 |
| /š/    | koniška 'ampolla' kšixka 'porc' |